# Kaçkar Dağı
Kaçkar Dağı är ett berg i nordöstra Turkiet. Det är med sina 3 937 meter ö.h. det högsta berget i Kaçkarbergen, liksom det totalt femte högsta berget i Turkiet. Berget kan bestigas via den nordöstra bergryggen som börjar vid byn Yukarı Kavrun.
Kaçkar Dağı har en primärfaktor på 2 271 meter, och dess närmaste högre berg är Süphan Dağı norr om Vansjön. Den är högst i Kaçkarbergen, vilka den östligaste och högsta delen av de Pontiska bergen utefter Svarta havets sydkust.
Berget ligger i den 530 kvadratkilometer stora Kaçkarbergens nationalpark. Parken bildades 31 augusti 1984 och ligger på cirka 2 800 meters höjd över havet (närmast Svarta havet).